# Los Nicolases
Los Nicolases är en ort i Mexiko.   Den ligger i kommunen Guanajuato och delstaten Guanajuato, i den centrala delen av landet, 280 km nordväst om huvudstaden Mexico City. Los Nicolases ligger 1 788 meter över havet och antalet invånare är 1 481.
Terrängen runt Los Nicolases är lite kuperad. Runt Los Nicolases är det tätbefolkat, med 356 invånare per kvadratkilometer. Närmaste större samhälle är Guanajuato, 18,8 km norr om Los Nicolases. Trakten runt Los Nicolases består till största delen av jordbruksmark.